# Herren von Hirrlingen

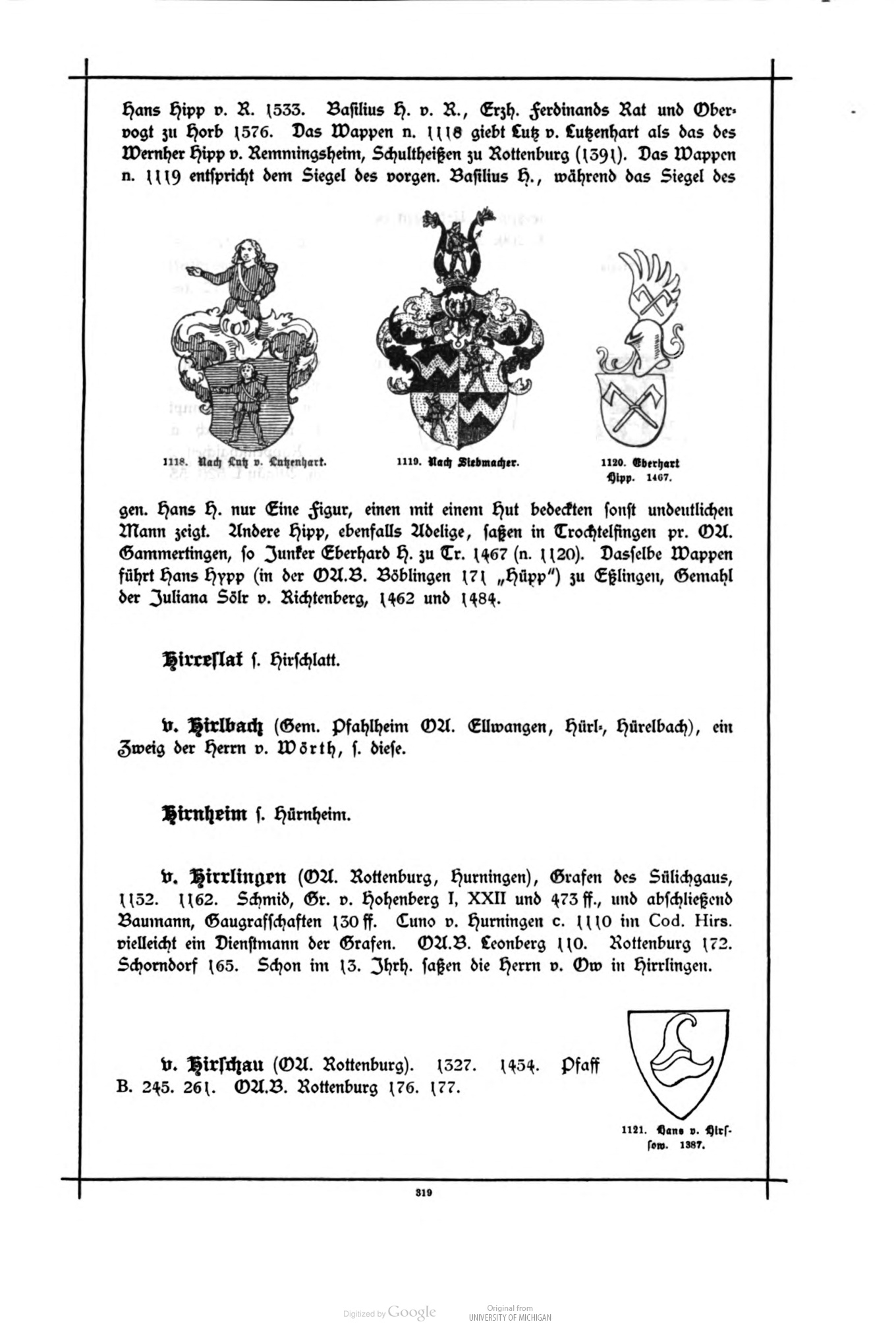
Eintrag im Württembergischen Adels- und Wappenbuch

Die Herren von Hirrlingen waren ein mittelalterliches südwestdeutsches Adelsgeschlecht, das sich nach dem Ort Hirrlingen benannte.
Im Jahr 1000 gründete das Ehepaar Werner und Himiltrud, später in Verbindung zu den Hirrlingern gebracht, das Kloster Hugshofen im elsässischen Weilertal. Folmar, wohl der Sohn Werners und der Himiltrud, übertrug dann im Jahr 1061 das hirrlingische Eigenkloster an die Straßburger Bischofskirche. Doch übten die Hirrlinger über die benediktinische Mönchsgemeinschaft weiterhin die Vogtei aus. Kuno, der Sohn Werners, und seine Frau Uta standen an der Wende vom 11. zum 12. Jahrhundert in Beziehung zum Kloster Hirsau, vielleicht war auch der Abt Folmar von Hirsau (1120–1156) ein Sohn beider.
Ulrich (I.) von Hirrlingen († 1123), der Sohn Kunos und der Uta, besaß enge Beziehungen zu den staufischen Herzögen von Schwaben, wie der Bericht des Historiografen und Bischofs Otto von Freising (1138–1158) über die Belagerung der pfälzischen Limburg (1117) zeigt. Ulrich hatte um 1105 Helica, die Witwe Hermanns († 1094), des erschlagenen Vogts des Klosters Sankt Georgen im Schwarzwald, geheiratet, und hielt nach dem Tod seiner Frau (um 1110) Klostergüter besetzt. 1114, auf einem Landtag in Rottenacker, hatte Ulrich die Güter der Mönchsgemeinschaft auf Veranlassung des neuen St. Georgener Klostervogts Herzog Berthold III. von Zähringen (1111–1122) zu restituieren. 1122, nach dem Tod Bertholds, besetzte Ulrich indes die Güter wieder, durch ein Urteil des Hofgerichts Kaiser Heinrichs V. Ende 1124 erlangte das Schwarzwaldkloster seinen Besitz endgültig von den Hirrlingern zurück.
Ulrich (II.) von Hirrlingen († 1152), der Sohn Ulrichs (I.), hatte auf Grund des Hofgerichtsurteils den Verzicht auf St. Georgener Güter zu leisten, war aber im Jahr 1127 an der Gründung des St. Georgener Priorats Urspring (bei Schelklingen) beteiligt. Ulrich (II.) wie auch sein Sohn Ulrich (III.) († nach 1173) traten in der Folgezeit als Gefolgsleute und Ratgeber der staufischen Könige Konrad III. (1127/38–1152) und Friedrich I. Barbarossa (1152–1190) auf, wobei die edelfreien Hirrlinger mitunter auch als Grafen bezeichnet wurden. Nach 1173, nach dem Tod Ulrichs (III.) und dem Aussterben der Hirrlinger Hauptlinie, erbte Friedrich Barbarossa hirrlingische Besitz- und Machtpositionen in Schwaben, u. a. auch im schwäbischen Herrlingen, das seinen Namen von den Hirrlingern bekommen hatte. Die Positionen um Herrlingen hatten die Hirrlinger dabei seit Ulrich (I.) und wohl mit Unterstützung von dessen Frau Helica ausbauen können.
Nach dem Tod Ulrichs (III.) (nach 1173) übernahm eine Seitenlinie der Hirrlinger, die Herren von Bühl, den so erfolgreichen Namen Horningen, Hurningen. Diese „jüngeren“ Hirrlinger sind dann bis weit ins 13. Jahrhundert hinein zu verfolgen, ohne dass eine genaue chronologische und dynastische Einordnung u. a. eines Gottfried oder Sigeboto von Hirrlingen möglich wäre.
Durch die Heirat Albrecht II. mit Judenta von Ortenburg-Hirrlingen bestand eine Verwandtschaft zu den Habsburgern.
Es bleibt noch auf die Verwandtschaftsbeziehungen der Hirrlinger hinzuweisen. Vielleicht leiteten sich die Hirrlinger ab von den Grafen von Mâcon, den „Alberichen“ des frühen Mittelalters. Vielleicht erklärt sich daraus die Verwandtschaft der Hirrlinger mit den Grafen von Achalm. Ob verwandtschaftliche Beziehungen zu den Staufern bestanden, ist ebenso fraglich, während die Grafen von Hohenberg wahrscheinlich mit den Hirrlingern verwandt waren.